# Belgrano-I-Station

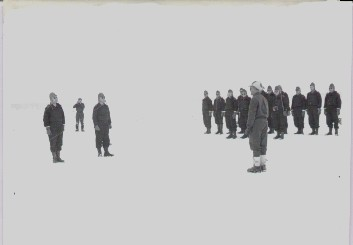
Einweihungszeremonie mit Kommandant Ogara und Expeditionsleiter General Pujato, 1955

Die Belgrano-I-Station (spanisch Base Belgrano I bzw. Base de ejército general Belgrano)  war eine permanente, ganzjährig besetzte argentinische Polarstation und antarktische Forschungsstation des argentinischen Militärs auf dem Filchner-Ronne-Schelfeis an einer nach Luis Piedrabuena benannten Bucht am  Weddell-Meeres. Die Station wurde benannt nach Manuel Belgrano, einem General und Politiker der Unabhängigkeitsbewegung Argentiniens und der überlieferte Erschaffer der Flagge Argentiniens.
Zum Zeitpunkt der Errichtung 1954 war sie die südlichste argentinische Station.
Sie wurde 1980 wegen Sicherheitsbedenken stillgelegt, da sie auf zunehmend instabilem Eis gebaut wurde, was sowohl Personal als auch Ausrüstung gefährdete. Im Sommer 1978/79 wurde eine neue und größere Ersatzstation weiter südlich auf dem Festland errichtet und Belgrano-II-Station benannt. 1980 wurde im Filchner-Ronne-Schelfeis eine weitere Station, die Belgrano-III-Station, auf der als Berkner-Insel bezeichneten Eiskuppel errichtet, die die am weitesten südlich gelegene der drei war, aber 1984 aus denselben Gründen wie die Belgrano-I-Station wieder aufgegeben werden musste.

## Geschichte
Am 18. November 1954 verließ eine Flotte unter dem Kommando von Kapitän zur See Alicio E. Ogara den Hafen von Buenos Aires mit dem Ziel, auf dem Filchner-Ronne-Schelfei eine Basisstation zu errichten, die als Ausgangspunkt zukünftiger Expeditionen zum Südpol dienen sollte. Die Flotte bestand aus den Schiffen ARA Bahía Buen Suceso, ARA Bahía Aguirre, ARA Punta Loyola, ARA Chiriguano, ARA Sanavirón, ARA Yamana und dem Eisbrecher ARA General San Martín.
Am 2. Januar 1955 erreichte die Expedition den südlichsten Punkt des Wedell-Meeres auf 78° 01' S. Zu dem Zeitpunkt war das ein Rekord für den südlichsten mit einem Schiff erreichten Breitengrad. Die Flotte fuhr entlang der Schelfeiskante nach Norden auf der Suche nach einem geeigneten Landeplatz.
Am 3. Januar bestimmte der damalige Brigadegeneral Hernán Pujato, Direktor des Instituto Antártico Argentino, von einem Helikopter aus eine kleine Bucht, in der die hohe Eiskante zur See abflachte, als Landeplatz.
Die Anlandung von Material und Ausrüstung erfolgte von der ARA General San Martín. Das Team baute ein Haupthaus, vier Quonsetbaracken, Lebensmitteldepots und einen Hangar. Auf dem neuen Stützpunkt wurde Treibstoff für drei Jahre zurückgelassen.
Am 26. Oktober 1965 startete von der Belgrano-I-Station unter Oberst Jorge Edgard Leal eine Expedition (Operación 90) zum Südpol, der am 10. Dezember 1965 erreicht wurde.
Nach 25 Jahren ununterbrochenem Betriebs musste die Station wegen des schnellen Verfalls der Eisbarriere, auf der sie errichtet war, aufgegeben werden. Neue, oft versteckte Risse und Spalten gefährdeten das diensthabende Personal und Material. Der Stützpunkt wurde daher im Januar 1980 geschlossen, und das gesamte Personal und Ausrüstung mit Hilfe von Hubschraubern, die vom Eisbrecher ARA Almirante Irízar aus operierten, evakuiert. Um die Hoheit über das von Argentinien beanspruchte Antarktisgebiet dauerhaft zu sichern und die Forschungsarbeiten fortsetzen zu können, wurde nach detaillierter Suche durch die argentinischen Streitkräfte zur Errichtung der Belgrano-II-Station ein Ort auf dem Festland ausgewählt.
Das Gletscherstück, auf dem die Station lag, driftete kontinuierlich in Richtung Meer. Am 26. Januar 1988 meldete ein Helikopter der ARA Almirante Irízar, dass sich ein etwa 100 km großer Tafeleisberg vom Schelfeis gelöst hatte, auf dem die Reste der Station, die Fluchthütte Salta, zwei Markierungsbaken und die ebenfalls aufgegebenen Shackleton- und Druschnaja-Stationen lagen. Bei der Erkundigung erreichte die ARA Almirante Irízar mit 78° 21' 02"  einen neuen Südrekord für ein Schiff.
Ein weiterer Hubschrauberflug im Januar 1989 zeigte, dass der Eisberg in mehrere kleinere Stücke zersplittert war, was die Lokalisierung der Überreste unmöglich machte. Der Eisberg driftete weiter durch das Südpolarmeer, in dem die Überreste der Basis vermutlich versunken sind.

## Beschreibung
Während des Winters ist das Schelfeis fast völlig frei von Tierleben. Im Sommer konnten gelegentlich Robben, Sturmvögel, Raubmöwen und Kaiserpinguine gesichtet werden. Die gesamte Landschaft ist nichts anderes als eine blendend weiße Ebene.
Aufgrund starker Schneefälle war die Belgrano-I-Station fast vollständig von Schnee und Eis bedeckt. Lediglich die Startplattform des Wetterballons, der wissenschaftliche Untersuchungsturm und mehrere Schornsteine und Antennen ragten hervor.
Der Stützpunkt verfügte über ein System von Tunneln, die in das Eis gegraben und durch den reichlichen Schneefall zusätzlich bedeckt wurden. Einige von ihnen waren mehr als zehn Meter tief unter der Oberfläche. Diese Gänge boten eine sicherere Möglichkeit, von Gebäude zu Gebäude zu queren, ohne den eisigen Außentemperaturen und peitschenden Winden ausgesetzt zu sein; sie dienten auch als temporäre Lager.

## Wissenschaftliche Aktivitäten
Da sich die Belgrano-I-Station in der Polarlichtzone befand, war sie ideal für Studien der oberen Atmosphäre, die durch konstante magnetische und ionosphärische Störungen gekennzeichnet ist. 1970 wurde eine neue Einrichtung gebaut: das Labor LABEL (LAboratory BELgrano), das der Untersuchung dieser Phänomene gewidmet war. Es befand sich etwa 250 m vom Haupthaus und anderen Einrichtungen der Basis entfernt und beherbergte wertvolle wissenschaftliche Instrumente für Beobachtungen der „Aurora australis“. Diese Aktivität erstreckte sich über die Perioden der Halbschatten- und völligen Dunkelheit, vom 15. März bis zum 10. Oktober. Ein mit Himmelskameras ausgestatteter Turm fotografierte jede Minute die gesamte Himmelshalbkugel, um eine kontinuierliche Aufzeichnung der Entwicklung der Polarlichter zu erstellen. Das Verhalten der ionosphärischen Schichten wurde durch Messungen untersucht, die alle 15 Minuten durchgeführt wurden. Die kosmische Strahlung wurde mit Riometern und Radiosonden gemessen.
Nach der Schließung von der Belgrano-I-Station wurde das LABEL-Laboratorium mit all seinen Geräten und Instrumenten in die Belgrano-II-StationI verlegt.